# Suvainiškis
Suvainiškis is een plaats in het Litouwse district Panevėžys. De plaats telt 245 inwoners (2001).

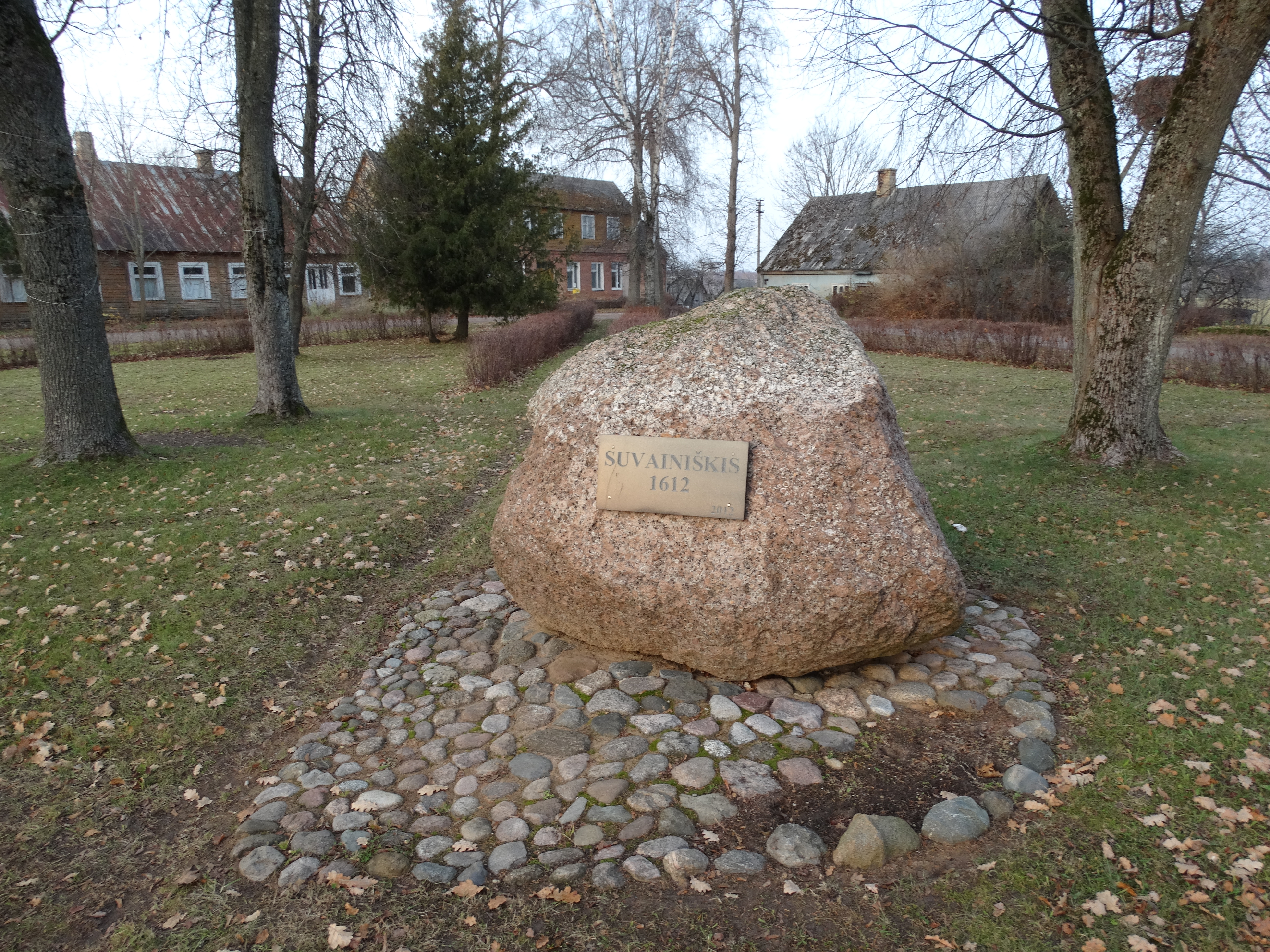
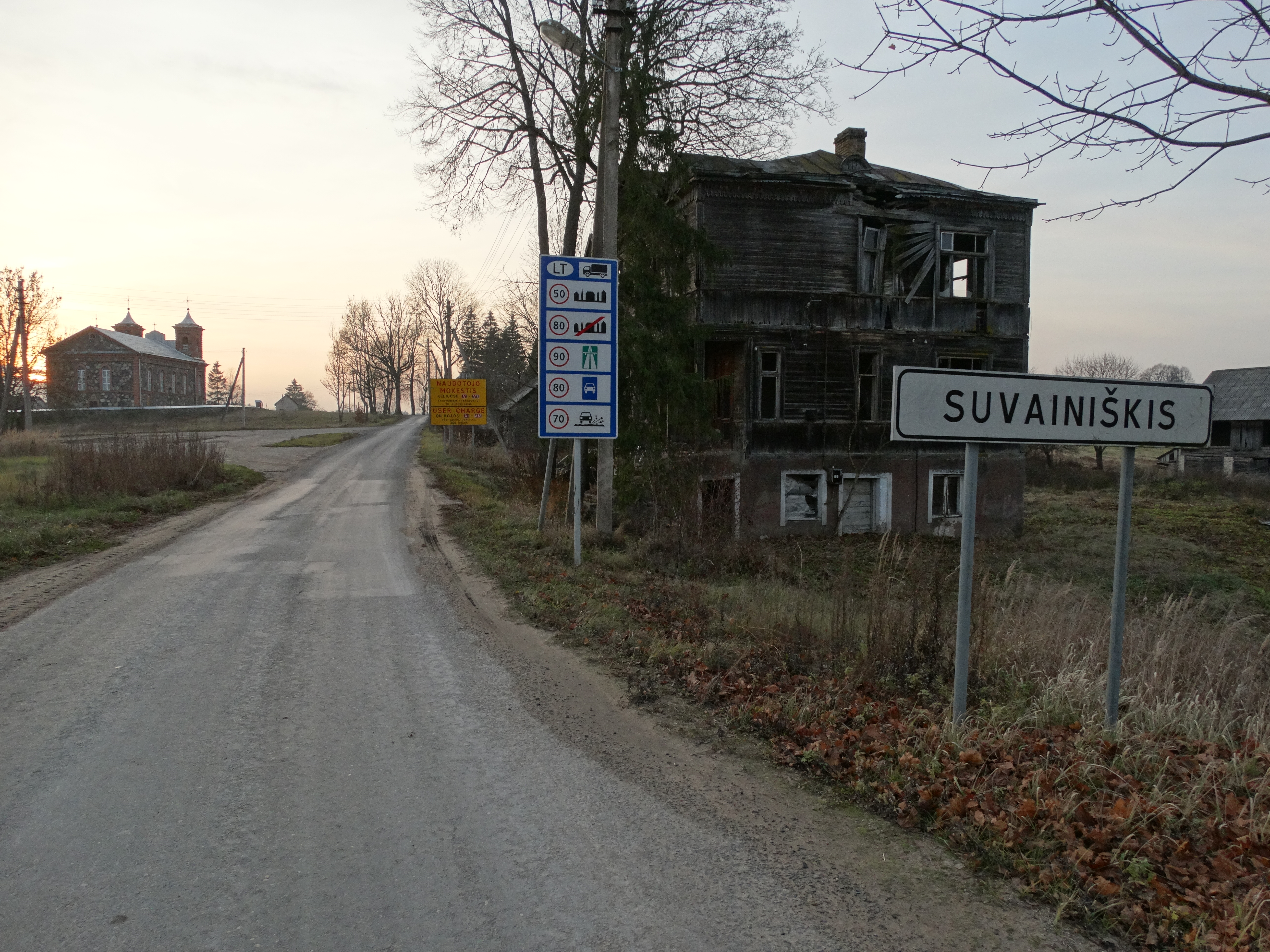